# Proddatur
Proddatur é uma cidade do estado de Andra Pradexe, localizada no Sul da Índia. Tem uma população de 217.895 (censo de 2011).